# 長運寺 (東京都港区)
長運寺（ちょううんじ）は、東京都港区三田にある日蓮宗の寺院。山号は栄松山。

## 沿革
元和のころ（1615-）創立。開山は日琢。
はじめ板倉に創立したが、御用地として召し上げられたので、延宝8年現在地に移転。以来安政の大地震に耐え、また大正12年の関東大震災にも、昭和20年の東京大空襲にも焼失を免れるが、昭和46年、日蓮聖人生誕750年記念事業として寺観を一新した。本堂の山号額に「賜紫池上60世日運」とある。

## 文化財
当寺の毘沙門天は有名で多くの信仰を集めているが、その姿は甲冑に身をかため、舎利塔を捧げ、青鬼赤鬼を踏まえ宝鉾を突いた分怒の相である。
また、渡辺綱大明神像については慶應義塾大学裏の坂を綱坂というが、この付近が渡辺綱の出生地で、いつの頃か当寺にこの像がまつられるようになった。
渡辺綱の額も寺宝として現存する。

## 墓所
山水画で有名な鏑木梅亭、鏑木梅渓の墓がある。また、『南総里見八犬伝』などの著者として知られる曲亭馬琴が、当時たびたび当寺に足を運んでいたと『馬琴日記』に記されている。